# Корбо, Вальтер
Вальтер Луис Корбо Бурмия (исп. Walter Luis Corbo Burmia; род. 2 мая 1949, Монтевидео) — уругвайский футболист, вратарь. Родной брат футболиста Рубена Ромео.

## Карьера
Вальтер Корбо начал заниматься футболом в возрасте 17 лет, до этого тренируясь в области спортивной гимнастики и баскетбола. Одновременно в тот период он работал, трудясь в кузнечной мастерской компании по производству автозапчастей Will Smith и работая продавцом. Первым клубом Вальтера стал «Расинг» из Монтевидео. С 1969 года Корбо стал играть за основной состав команды. Оттуда он перешёл в «Пеньяроль». После ухода из клуба Ладислао Мазуркевича, Корбо занял его место в качестве основного вратаря команды. 28 января 1972 года в класико с «Насьоналем» Вальтер отбил два пенальти, что до сих пор является единственным подобным результатом в истории противостояния этих команд. 8 апреля 1976 года Корбо играл в составе сборной Уругвая с командой Бразилии. Несмотря на поражение уругвайцев, выступление Вальтера вызвала интерес со стороны «Гремио», пригласившего игрока к себе. Там он провёл два сезона, выиграв с командой чемпионат штата Риу-Гранди-ду-Сул. Этот титул стал первым для клуба с 1968 года. Всего в составе «Гремио» в официальных матчах Корбо сыграл в 100 матчах и пропустил 59 голов. В 1979 году уругваец стал игроком аргентинского «Сан-Лоренсо». В клубе он провёл 49 матчей, был капитаном команды.
В 1980 году Корбо участвовал в благотворительном матче, посвященному жертвам наводнения в провинции Чако. После матча в раздевалку зашёл мальчик, который хотел взять автограф у Диего Марадоны. Марадона сказал ребёнку, что он весь грязный после игры и попросил подождать. Тот почему-то испугался и ударился головой об раковину. Спустя некоторое время отец ребёнка подал иск к Марадоне на один миллион долларов, заявив, что футболист ударил его об раковину. Хорхе Ситерспилер, агент Диего, попросил Корбо, который присутствовал при этом эпизоде, чтобы тот выступил представителем защиты на суде. Вальтер согласился и дважды вызывался в суд в качестве свидетеля. Благодаря свидетельским показаниям Корбо, суд завершился в пользу Марадоны. Уже после суда Ситерспилер попытался подарить вратарю часы марки Rolex, но футболист отказался. А спустя 10 дней он пригласил Корбо в «Архентинос Хуниорс», клуб в котором играл Марадона. Вальтер согласился, недовольный долгами «Сан-Лоренсо» перед игроками, и провёл в этой команде один сезон.
Затем Корбо вновь перешёл в «Сан-Лоренсо». После этого футболист вернулся на родину, где провёл два сезона в «Ривер Плейте». И там же он в 1983 году закончил карьеру. Завершив игровую карьеру, Корбо занялся бизнесом. Он открыл в городе Канелонес фирму по производству частей для автомобилей. Одновременно он работал тренером вратарей в детской футбольной школе.

## Международная статистика
| Матчи Вальтера Корбо за сборную Уругвая | Матчи Вальтера Корбо за сборную Уругвая | Матчи Вальтера Корбо за сборную Уругвая | Матчи Вальтера Корбо за сборную Уругвая | Матчи Вальтера Корбо за сборную Уругвая | Матчи Вальтера Корбо за сборную Уругвая | Матчи Вальтера Корбо за сборную Уругвая |
| --------------------------------------- | --------------------------------------- | --------------------------------------- | --------------------------------------- | --------------------------------------- | --------------------------------------- | --------------------------------------- |
| №                                       | Дата                                    | Место проведения                        | Оппонент                                | Счёт                                    | Голы                                    | Турнир                                  |
| 1                                       | 8 августа 1971                          | Монтевидео                              | ГДР                                     | 0:3                                     | −3                                      | Товарищеский матч                       |
| 2                                       | 26 марта 1974                           | Кингстон                                | ГДР                                     | 3:0                                     | 0                                       | Товарищеский матч                       |
| 3                                       | 4 июня 1975                             | Монтевидео                              | Чили                                    | 1:0                                     | 0                                       | Кубок Хуана Пинто Дурана                |
| 4                                       | 18 июля 1975                            | Монтевидео                              | Аргентина                               | 2:3                                     | −3                                      | Товарищеский матч                       |
| 5                                       | 21 сентября 1975                        | Богота                                  | Колумбия                                | 0:3                                     | −3                                      | Кубок Америки                           |
| 6                                       | 1 октября 1975                          | Монтевидео                              | Колумбия                                | 1:0                                     | 0                                       | Кубок Америки                           |
| 7                                       | 10 марта 1976                           | Монтевидео                              | Парагвай                                | 2:2                                     | −2                                      | Кубок Атлантики                         |
| 8                                       | 8 апреля 1976                           | Монтевидео                              | Аргентина                               | 1:4                                     | −4                                      | Кубок Атлантики                         |
| 9                                       | 8 апреля 1976                           | Рио-де-Жанейро                          | Бразилия                                | 1:2                                     | −2                                      | Кубок Атлантики                         |
| 10                                      | 19 мая 1976                             | Асунсьон                                | Парагвай                                | 0:1                                     | −1                                      | Кубок Атлантики                         |
| 11                                      | 9 июня 1976                             | Монтевидео                              | Аргентина                               | 0:3                                     | −3                                      | Кубок Атлантики                         |

## Достижения
- Чемпион Уругвая: 1973, 1974, 1975
- Победитель Лигильи Уругвая: 1974, 1975
- Чемпион штата Риу-Гранди-ду-Сул: 1977

## Личная жизнь
Корбо женат. У него двое сыновей — Рубен и Леандро. И двое внуков — Тьяго и Пия.